# 清凉寺
清凉寺（せいりょうじ）は、京都市右京区嵯峨釈迦堂藤ノ木町にある浄土宗の寺院。山号は五台山（ごだいさん）。本尊は釈迦如来（生身の釈迦）。開基は奝然、開山はその弟子の盛算（じょうさん）である。嵯峨釈迦堂（さがしゃかどう）の名でも知られる。
宗派は初め華厳宗として開山し、その後天台宗、真言宗を兼ねた。室町時代より融通念仏宗の道場として発展した。また、幕末まで愛宕山白雲寺（現・愛宕神社）の山下別当寺であった歴史をもつ。

## 歴史
この寺の歴史には、阿弥陀三尊を本尊とする棲霞寺（せいかじ）と、釈迦如来を本尊とする清凉寺という2つの寺院が関係している。

### 棲霞寺の創建
この地には、もともと嵯峨天皇の皇子で、『源氏物語』の主人公光源氏のモデルとされる左大臣源融（822年 - 895年）の別荘栖霞観（せいかかん）があった。源融の一周忌に当たる寛平8年（896年）、融が生前に造立発願して果たせなかった阿弥陀三尊像を子息が造り、これを安置した阿弥陀堂を棲霞寺と号した。その後天慶8年（945年）に、重明親王妃が新堂を建て、等身大の釈迦像を安置した。一説では、「釈迦堂」の名の起こりはこの時であるという。

### 清凉寺の成立
棲霞寺草創から数十年後、宋に渡り、五台山（一名、清凉山）を巡礼した奝然（938年 - 1016年）という東大寺出身の僧がいた。奝然は、宋へ渡航中の寛和元年（985年）、台州の開元寺で現地の仏師に命じて1体の釈迦如来像を謹刻させた。その釈迦像は、古代インドの優填王（うでんおう）が釈迦の在世中に栴檀の木で造らせたという由緒を持つ霊像を模刻したもので、「インド - 中国 - 日本」と伝来したことから「三国伝来の釈迦像」や、釈迦に生き写しとされ、生きているお釈迦様「生身の釈迦」と呼ばれているものである。奝然は、永延元年（987年）日本に帰国後、京都の愛宕山を宋の五台山に見立て、愛宕山麓にこの釈迦如来立像を安置する寺・大清凉寺を建立しようとしたが、様々な障害に阻まれ、一旦京都の船岡山にある蓮台寺に釈迦像を運び込むことになる。
奝然は、三国伝来の釈迦像をこの嵯峨の地に安置することで、南都系の旧仏教の都における中心地としようとしたものと思われる。すなわち、都の西北方にそびえる愛宕山麓の地に拠点となる大清凉寺を建立することで、相対する都の東北方に位置する比叡山延暦寺と対抗しようとした、という意図が込められていたとされる。しかし、延暦寺の反対にあい、その願いを達しないまま長和5年（1016年）、奝然は没した。彼の遺志を継いだ弟子の盛算（じょうさん）が棲霞寺の釈迦堂に「栴檀の瑞像」（前述の三国伝来の釈迦像）を安置すると、釈迦堂は華厳宗の寺・五台山清凉寺と改変された。その後、華厳宗の他に天台宗、真言宗を兼ねるようになる。また、愛宕山白雲寺（現・愛宕神社）の山下別当寺ともなった。
融通念仏との結びつきができたのは、弘安2年（1279年）以降のことである。この年、大念仏中興上人と呼ばれる円覚が、当寺で融通念仏を勤修している。その後、当寺で大念仏が盛んになり、釈迦堂は融通念仏宗の道場となった。嵯峨大念仏が初めて執行された時期は、時代を下って嘉吉3年（1443年）のこととされる。その後、応仁の乱で本寺の伽藍は焼失するが、文明13年（1481年）に再興された。

### 中世以降
享禄3年（1530年）に円誉が当寺に入り、初めて十二時の念仏を勤修してより、本寺は浄土宗の寺となる。釈迦堂（本堂）は、慶長7年（1602年）に豊臣秀頼によって寄進・造営されたが、その後、寛永14年（1637年）に発生した嵯峨大火で類焼し、本堂以下の伽藍が被災した。また、大地震の被害もあって伽藍の破損は甚大となる。
本寺の釈迦像は、前述のとおり、10世紀に宋で制作されたものであるが、中世頃からはこの像は模刻像ではなく、インドから招来された栴檀釈迦像そのものであると信じられるようになった。こうした信仰を受け、元禄13年（1700年）より、本尊の江戸に始まる各地への出開帳が始まる。また、徳川綱吉の母である桂昌院の発願で、伽藍の復興が行われた。
このように、三国伝来の釈迦像・生身の釈迦は信仰を集め、清凉寺は「嵯峨の釈迦堂」と呼ばれて栄えた。しかし、明治時代の神仏分離によって愛宕山白雲寺は愛宕神社になり、山下別当寺であった当寺は愛宕山から分離された。
一方、母体であった棲霞寺は次第に衰微してやがて清凉寺に吸収されたが、今に残る阿弥陀堂や、阿弥陀三尊像（国宝、現在は霊宝館に安置）に、その名残をとどめている。

## 木造釈迦如来立像

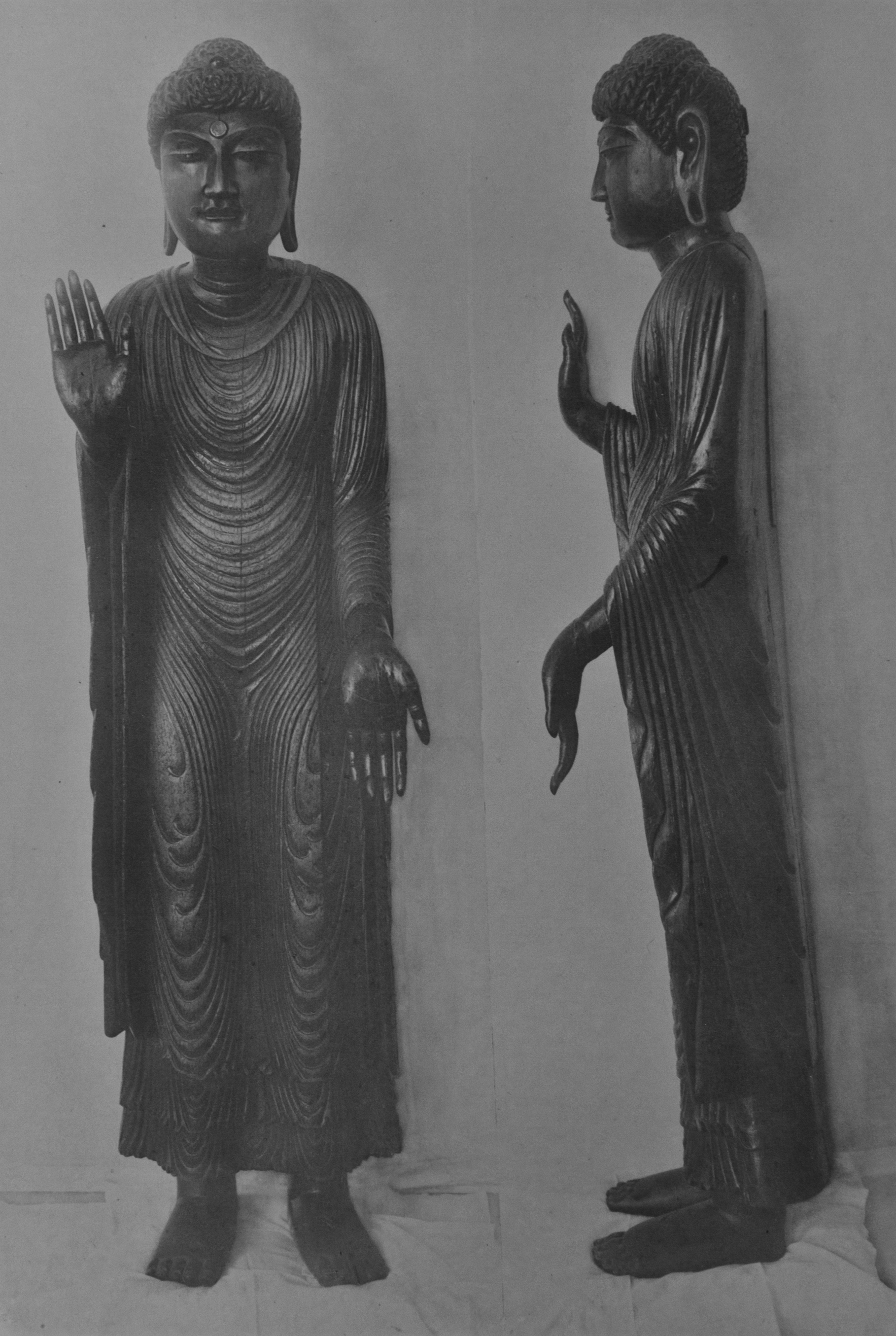
木造釈迦如来立像

国宝。本像はいわゆる「三国伝来の釈迦像」「生身の釈迦」である。北宋時代の雍熙2年（985年）、仏師張延皎および張延襲の作。像高160センチメートルで、伝承では赤栴檀というインドの香木で造られたとされるが、実際には魏氏桜桃という中国産のサクラ材で作られている。頭髪を縄目状に表現し、通肩（両肩を覆う）にまとった大衣に衣文線を同心円状に表すなど、当時の中国や日本の仏像とは異なった特色を示している。その様式は古代インドに源流をもつ中央アジア（西域）の仏像と共通性がみられる。当時、宋に滞在していた奝然は雍熙元年（984年）、当時の都であった開封（汴京）で優填王造立という釈迦の霊像を拝して、その模刻を志し、翌雍熙2年（985年）、台州開元寺で本像を作らせた。以上の造像経緯は像内に納入されていた『瑞像造立記』の記述から明らかであり、背板（内刳の蓋板）裏面には張延皎および張延襲という仏師の名が刻まれている。古代インドの優填王が釈迦の在世中に造らせたという釈迦像の中国への伝来については、北伝ルートと南伝ルートの2つの説がある。『釈迦堂縁起』は、当寺の釈迦像は鳩摩羅琰（くまらえん）が中央アジアの亀茲国に将来したのちに、鳩摩羅什によって長安に伝えられ中国にもたらされたとする説がある。
本像の模造は、奈良・西大寺本尊像をはじめとして日本各地に100体近くあることが知られ、「清凉寺式釈迦如来」と呼ばれる。
像とともに国宝に指定されている像内納入品は、1953年（昭和28年）に像の背面にある背板（内刳部を蓋状に覆う板）が外れそうになり、隙間から北宋時代の貨幣がこぼれ落ちてきたことに端を発する。翌1954年（昭和29年）に総合調査を実施した際に納入品が発見された。この納入品には、造像にまつわる文書、奝然の遺品、仏教版画などとともに、内臓の模型がある。医学史の資料としても注目されるこの内臓模型は、台州妙善寺の比丘尼清暁の風疾治療を祈願して納入されたもので、世界最古の絹製模型である。それぞれあるべき位置に納められていた11個の臓腑は、中国古来の五臓六腑説とはやや異なる点があり、この内臓模型が中国医学に基づくものか否かについては諸説ある。
奝然の遺品としては、生誕仮名書付（臍の緒書き、最古の平仮名文字といわれる）や手形を捺した文書なども発見された（納入品の細目は後出）。

## 境内
- 本堂（釈迦堂、京都府指定有形文化財） - 徳川綱吉と桂昌院の発願で、住友吉左衛門友芳によって元禄14年（1701年）に再建された[4]。以前の堂は慶長7年（1602年）に豊臣秀頼によって再建されたものであった。本尊である釈迦如来立像「生身の釈迦」（国宝）を祀っている。堂正面に掲げる額「栴檀瑞像」は隠元の筆[4]。
- 渡り廊下 - 本堂の背後にあり大方丈などへとつながっている[4]。
- 阿弥陀堂 - 文久3年（1863年）再建[4]。聖徳太子像などを安置する。かつては旧棲霞寺本尊の阿弥陀三尊像（国宝）や木造兜跋毘沙門天立像などを祀っていたが現在は霊宝館にて収蔵。
- 霊宝館 - 宝物を収蔵展示する。
- 納骨堂
- 大方丈 - 享保年間（1716年 - 1735年）再建。以前のものは徳川家康と側室の英勝院によって夭折した息女一照院の位牌所として寄進されたもの。
- 方丈前庭 - 小堀遠州の作庭とされる枯山水庭園。
- 澄泉閣 - 大阪市の天王寺にあった住友家茶臼山本邸（現・慶沢園）にあった建物を移築したもの。北にある林となっている場所は、住友家初代の住友政友隠居の地である。
- 庫裏
- 書院 - 宇喜多秀家の妻である樹正院が隠居した時のものという。
- 北門
- 弁天堂 - 摩尼殿とも呼ばれる。
- 忠霊塔 - 十三重石塔。
- 放生池 - 池泉回遊式庭園。
- 十万上人の墓 - 十万上人は大念仏の開祖で、本堂の後方に墓が建立されている[7]。
- 夕霧の墓 - 大坂扇屋の遊女夕霧の墓。夕霧は清凉寺西門前の中院の生まれで、寛永年間（1624年 - 1645年）に全盛を誇った三名妓の一人。近松門左衛門の戯曲『夕霧阿波鳴渡』に登場する。本堂裏の墓地に墓碑がある[7]。
- 前尾繁三郎の墓 - 第58代衆議院議長。
- 豊臣秀頼公首塚 - 本堂の横にある。1980年（昭和55年）に大坂城の三の丸の跡地から出てきた秀頼の首とされるものを、1983年（昭和58年）にここに埋葬した。
- 薬師堂 - 本堂西側に南向きで建つ。古くは竜幡山薬師寺と称し、疫病退散祈願として嵯峨天皇の勅により薬師如来像が奉安された名残という[4]。隣接して薬師寺がある。
- 西門
- 狂言堂 - 定期公演が開かれ、嵯峨大念仏狂言（重要無形民俗文化財）が奉納される。
- 鐘楼 - 「嵯峨十景・五台の晨鐘」と呼ばれてきた梵鐘（京都府指定有形文化財）が吊られている。梵鐘には足利義政・日野富子・足利義尚の名と文明16年（1484年）の日付が刻まれており、揃って寄進したものと推測される[4]。
- 奝然上人墓 - 高さ1.5mの八角形の石幢。嵯峨天皇宝塔らの北に並ぶ[7]。1985年（昭和60年）に飛び地境内にあったものを現在地に移転。
- 嵯峨天皇の墓 - 宝篋印塔。幕末に御陵とみなされたことがある[4]。
- 壇林皇后（橘嘉智子）の墓 - 上部を欠いており四重石塔となっている。幕末に御陵とみなされたことがある[4]。
- 源融の墓 - 宝篋印塔。嵯峨天皇の第三皇子源融のものとされるが、棲霞寺を開山した恒寂法親王の墓との説もある[4]。
- 多宝塔（京都府指定有形文化財） - 江戸護国寺での出開帳の際に寄進され、3年後の元禄16年（1703年）に船で運ばれ再建された[4]。法華経に由来している。
- 聖徳太子殿 - 法隆寺の夢殿を模したものという。多宝塔の奥に建つ。
- 法然上人求道青年像
- 八宗論池 - 空海（弘法大師）がこの池の畔で南都八宗の学問僧らを論破したと伝わる[4]。
- 一切経蔵 - 1885年（明治18年）再建[8]。八宗論池の奥にあり、明版の一切経を納める[8]。奝然帰国の際、持ち帰った一切経を納めていたが、建久年間（1190年 - 1199年）火災に遭った[8]。中央に輪蔵を備え、正面に傅大士（ふだいし）父子像を安置する。
- 弥勒多宝石仏
- 愛宕権現社 - 仁王門を入った東に建つ。神仏習合時代の名残で、かつて同寺が愛宕山白雲寺（現・愛宕神社）の山下別当寺であった歴史を今に伝えている[4]。『年中故事』（1800年刊）によれば「（嵯峨祭は）愛宕の神事。祭神イザナミノミコト、カグツチノミコト。神輿二台、一つは野宮の神輿なり。（中略）神輿二台を清凉寺の内に祭る。愛宕の神輿に冠する金鳳は愛宕山より韓櫃（唐櫃）に納め山を下りて神輿に付ける。清凉寺の内に真言宗の僧二行ありて勤む」とあり[9]、愛宕の神輿が同寺に保管されていたことを記している[10]。嵯峨祭の神輿二基は現在清凉寺仁王門前の御旅所に置かれている[11]。愛宕と関係していた名残は後段に記した松明行事においてもみられる。
- 仁王門（京都府指定有形文化財） - 慶長2年（1597年）に再建されたが、現在のものは天明4年（1784年）の再建[12]。二重楼閣の南門にして「五台山」の額を掲げる[13]。仁王は長享年間（1487年 - 1489年）の作とされる[13]。嵐山に掛かる渡月橋をまっすぐ北に行くとこの門に突き当たる。その姿から「嵯峨野の顔」とも称される。

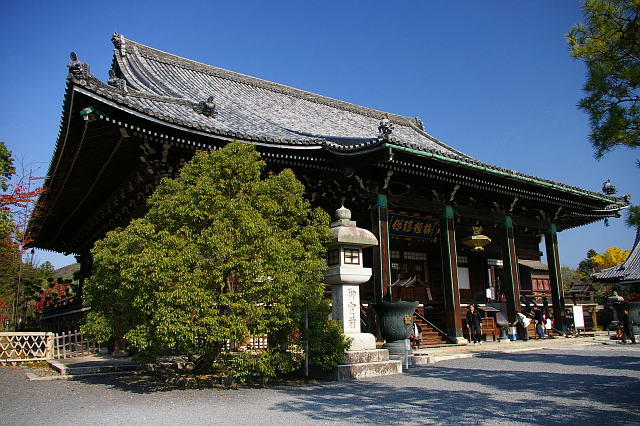
本堂
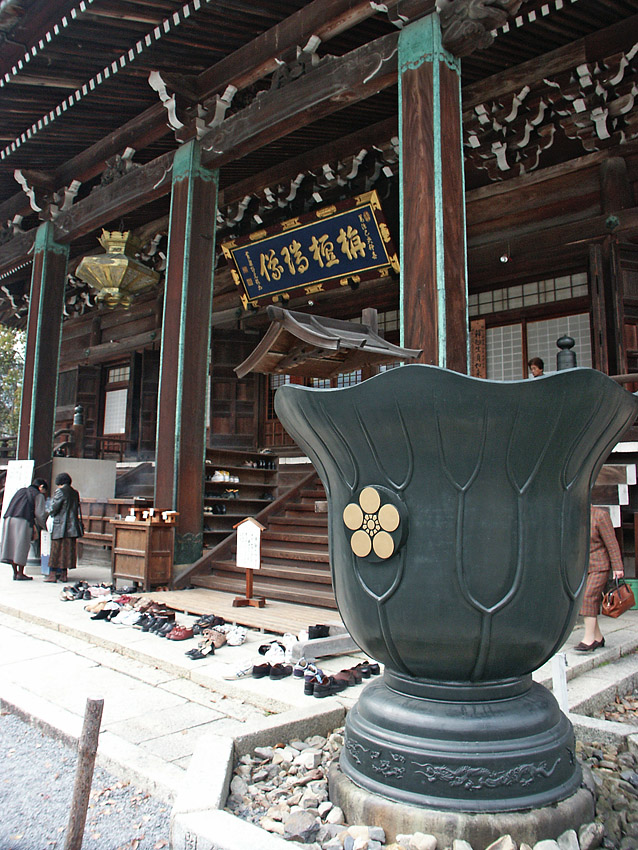
本堂
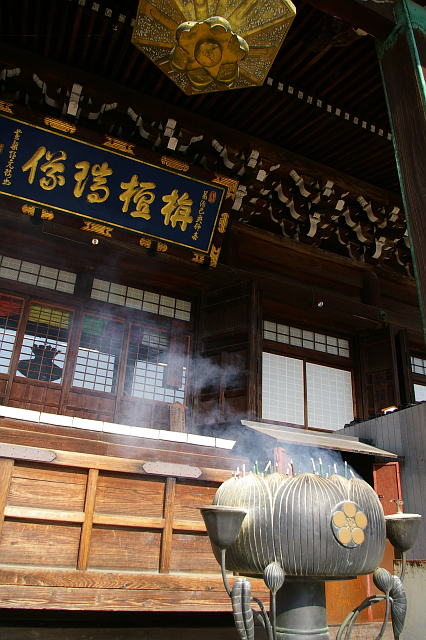
本堂
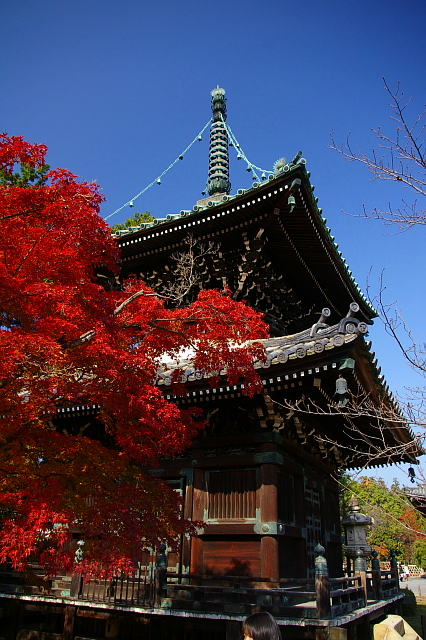
多宝塔
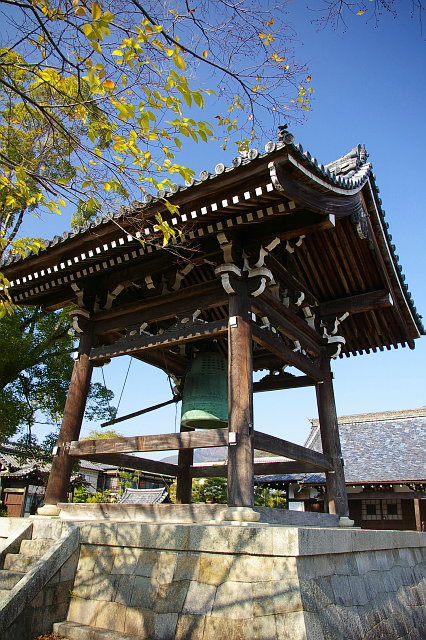
鐘楼
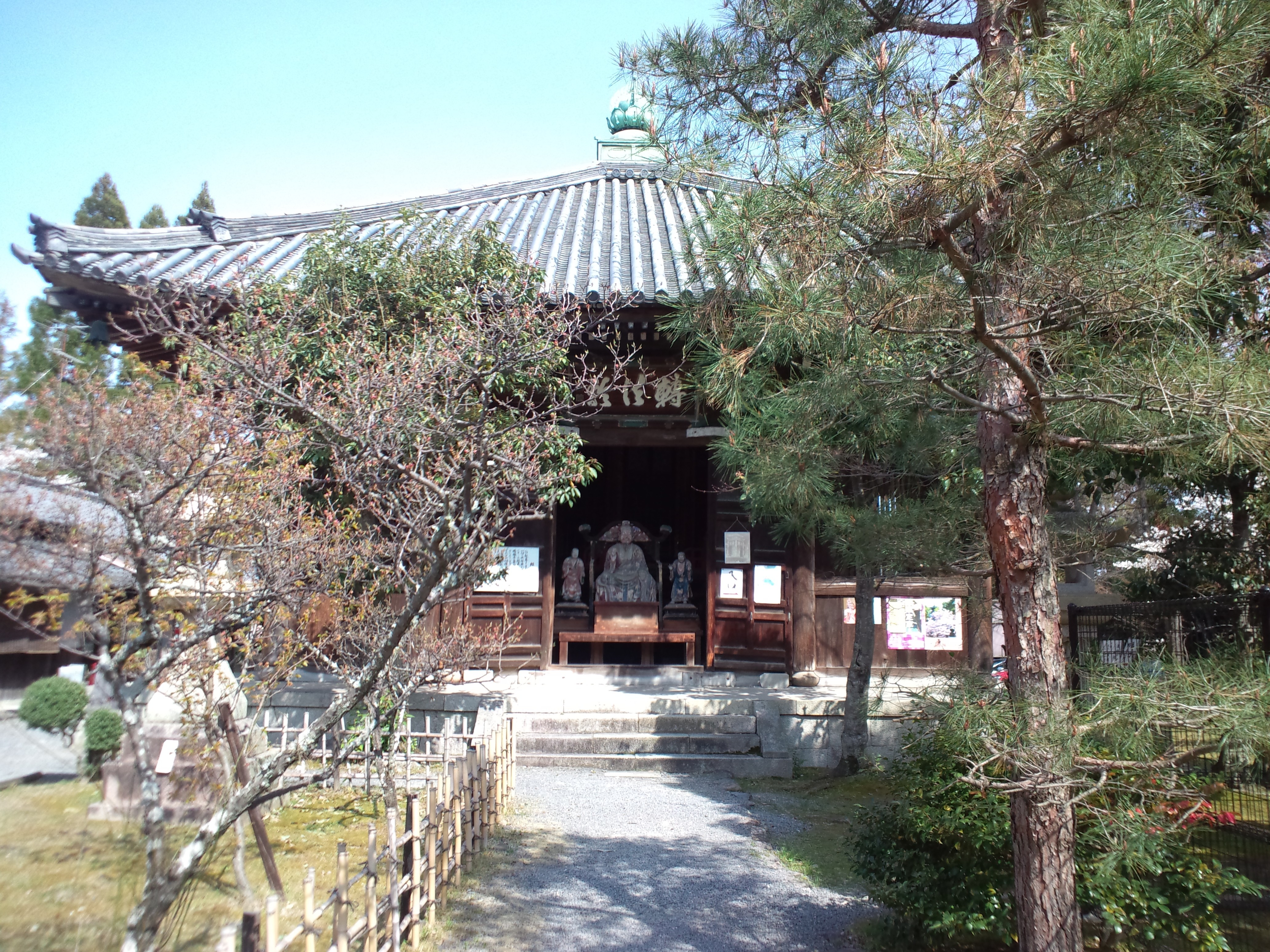
一切経蔵
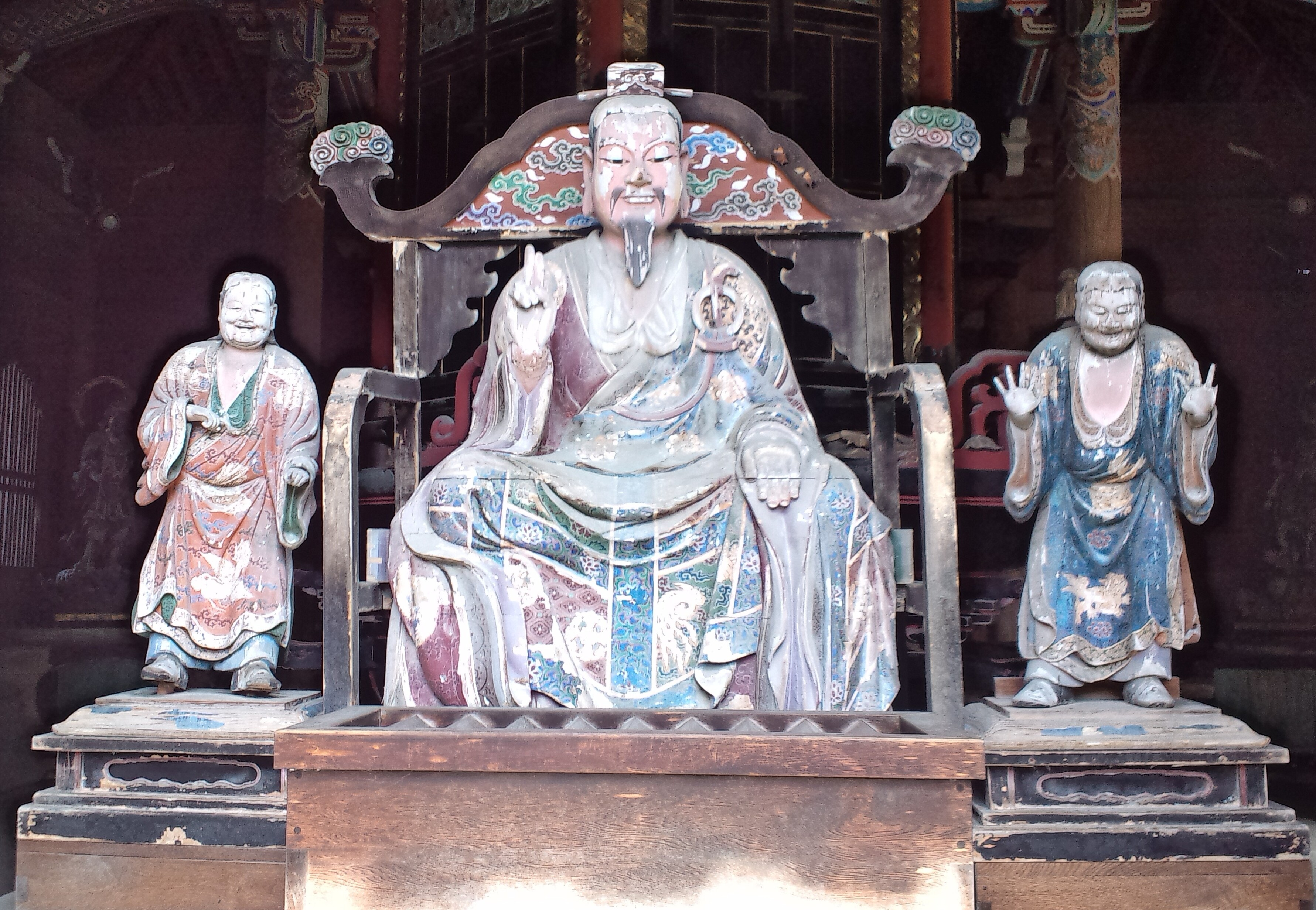
傅大士像（一切経蔵）
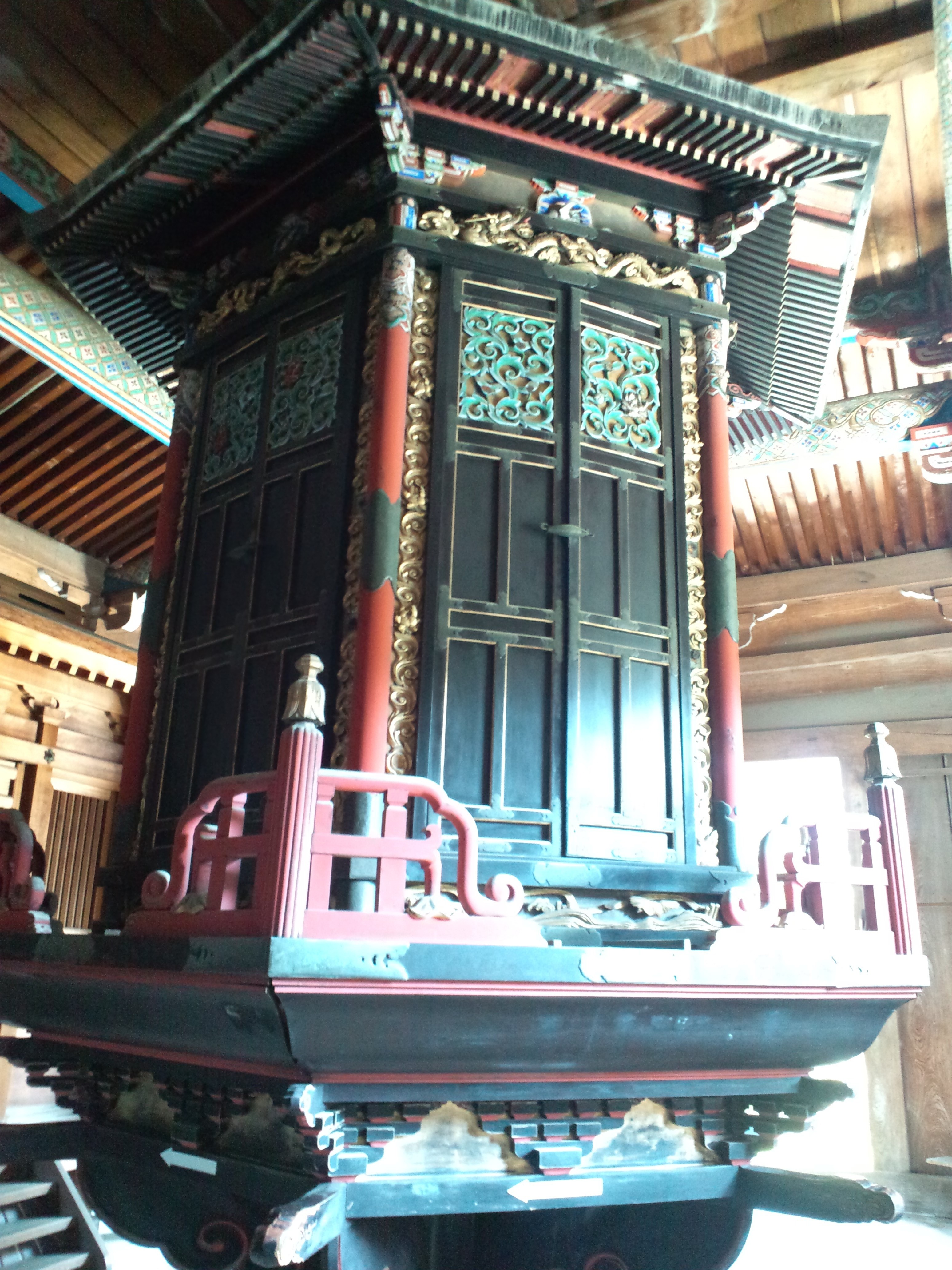
輪蔵（一切経蔵）

## 文化財

### 国宝
- 木造釈迦如来立像 張延皎并張延襲作 奝然将来（本堂安置）1躯 - 1955年（昭和30年）指定[14]。

背板裏に大宋国台州張延皎并弟延襲雕、反花座表に唐国台州開元寺、僧保寧の刻銘がある　蓮弁葺軸底に建保六年大仏師法眼快慶修造の墨書銘がある
附 旧厨子扉 4面
- 像内納入品一切
  - 一、奝然入宋求法巡礼行並瑞像造立記 僧鑑端書 1通 雍熈二年八月十八日奥書／入瑞像五臓具記捨物注文 奝然自署 1通 雍熈二年八月十八日奥書、造像博士張延皎等列名 1通／附:包紙（奝然封） 1枚
  - 一、細字金光明最勝王経 奝然自署1巻 延暦二十三年三月五日書写奥書 附:竹製八双残闕 1本
  - 一、細字法華経1巻 附:表紙題簽 1枚、銅製軸首 1双
  - 一、版本金剛般若波羅蜜経 雍熈二年六月刊記 1帙　
  - 一、版画霊山変相図 1枚
  - 一、版画弥勒菩薩像 高文進画 甲申歳十月十五日刊記 1枚
  - 一、版画文殊菩薩騎獅像 1枚
  - 一、版画普賢菩薩騎象像 1枚
  - 一、義蔵奝然結縁手印状 義蔵奝然自署 天禄三年閏二月三日奥書 1通　
  - 一、奝然繋念人交名帳 粘葉装 1帖
  - 一、捨銭結縁交名記 雍熈二年八月十八日匠人張延皎等奥書 1通　
  - 一、捨銭結縁交名記 断簡 1枚　
  - 一、奝然生誕書付（承平八年正月二十四日云々）1枚
  - 一、絹製五臓 背皮、雍熈二年八月初五日製五蔵一副云々墨書 1副
  - 一、線刻水月観音鏡像 絹紐付 紐墨書「台州女弟子朱□娘捨帯子一条」1面　
  - 一、菩提念珠 1釧分97顆
  - 一、娑羅樹葉片 1枚
  - 一、水晶珠 1顆
  - 一、瑪瑙製耳璫 1箇
  - 一、方解石 1箇
  - 一、中国銅銭 開元通宝、乾元重宝、宋元通宝、周元通宝、唐国通宝、天漢元宝、漢元通宝等132枚
  - 一、銅製鈴子 1箇
  - 一、銀製釧子 1枚
  - 一、玻璃器 2口分
  - 一、雲母製幢 1旒
  - 一、平絹片等 平絹、秋羅、縐紗、紗、羅、纐纈、綾、錦等一括
- 木造阿弥陀如来及び両脇侍坐像 - かつての棲霞寺の本尊である。源融の一周忌に当たる寛平8年（896年）に完成したと思われる。
- 絹本著色十六羅漢像 16幅 - 中国・北宋時代の羅漢像として唯一の遺品。東京国立博物館と京都国立博物館に8幅ずつ寄託されている。

### 重要文化財
- 木造文殊菩薩騎獅像
- 木造帝釈天（伝普賢菩薩）騎象像
- 木造地蔵菩薩立像
- 木造毘沙門天立像
- 木造毘沙門天坐像 - 2009年度指定。左脚を踏み下げて座す珍しい毘沙門天像。平安時代後期。
- 木造四天王立像
- 木造十大弟子立像
- 紙本著色融通念仏縁起 2巻  - 応永24年（1417年）作。詞書は後小松天皇、堯仁法親王、義円（足利義教）、二条持基、一条実秋、足利義持、細川満元、山名時煕、赤松義則、六角満高、斯波義重、崇賢門院など。絵は六角寂済、粟田口隆光、藤原光国、藤原行広、永春、藤原行秀の6名。崇賢門院による息子の後円融天皇追善、または足利義持による足利義満追善のため制作された。制作年、詞書の染筆者、絵師名とその担当部分がすべて判明するのは極めて稀で、室町時代中期の基準作として貴重。
- 紙本著色釈迦堂縁起（伝狩野元信筆）6巻 - 永正12年（1515年）頃の作。詞書は定法寺公助と推定される。1,2巻は釈迦の生涯を描いた仏伝。3,4巻は優填王が造った清涼寺釈迦如来像が西域から中国へ運ばれる流転譚。5巻は奝然が釈迦如来像に感銘を受け模刻を造りこれを招来しようとすると、本物の釈迦如来像が日本に仏教を伝えるため模刻像と入れ替わって日本にやってくる奇瑞。6巻には絵はなく、清涼寺開創後の様々な霊験譚。
- 絹本著色阿弥陀浄土図 - 鎌倉時代作。「鎌倉時代以降に展開する独特の図様構成を示す浄土図の一例。本図は平安時代の源信『往生要集』等に記される極楽浄土の様子をつぶさに描き込むもので，これまで注目されてこなかったひとつの傾向を示す貴重な作例。緻密な描写や金銀の多様など，表現様式の上でも高く評価ができる。[15]」2018年度重要文化財指定[16]。
- 源空、証空自筆消息（2通）（附：熊谷直実自筆誓願状1巻、迎接曼荼羅2幅、迎接曼荼羅由来1巻）

### 重要無形民俗文化財
- 嵯峨大念仏狂言 - 嵯峨大念仏狂言保存会。

### 京都府指定有形文化財
- 本堂
- 多宝塔
- 仁王門
- 梵鐘 - 文明16年（1484年）鋳造。

### 京都市指定有形文化財
- 紙本墨画花鳥図 - 六曲屏風。狩野探幽筆

### 京都市指定無形民俗文化財
- 嵯峨お松明

## 行事

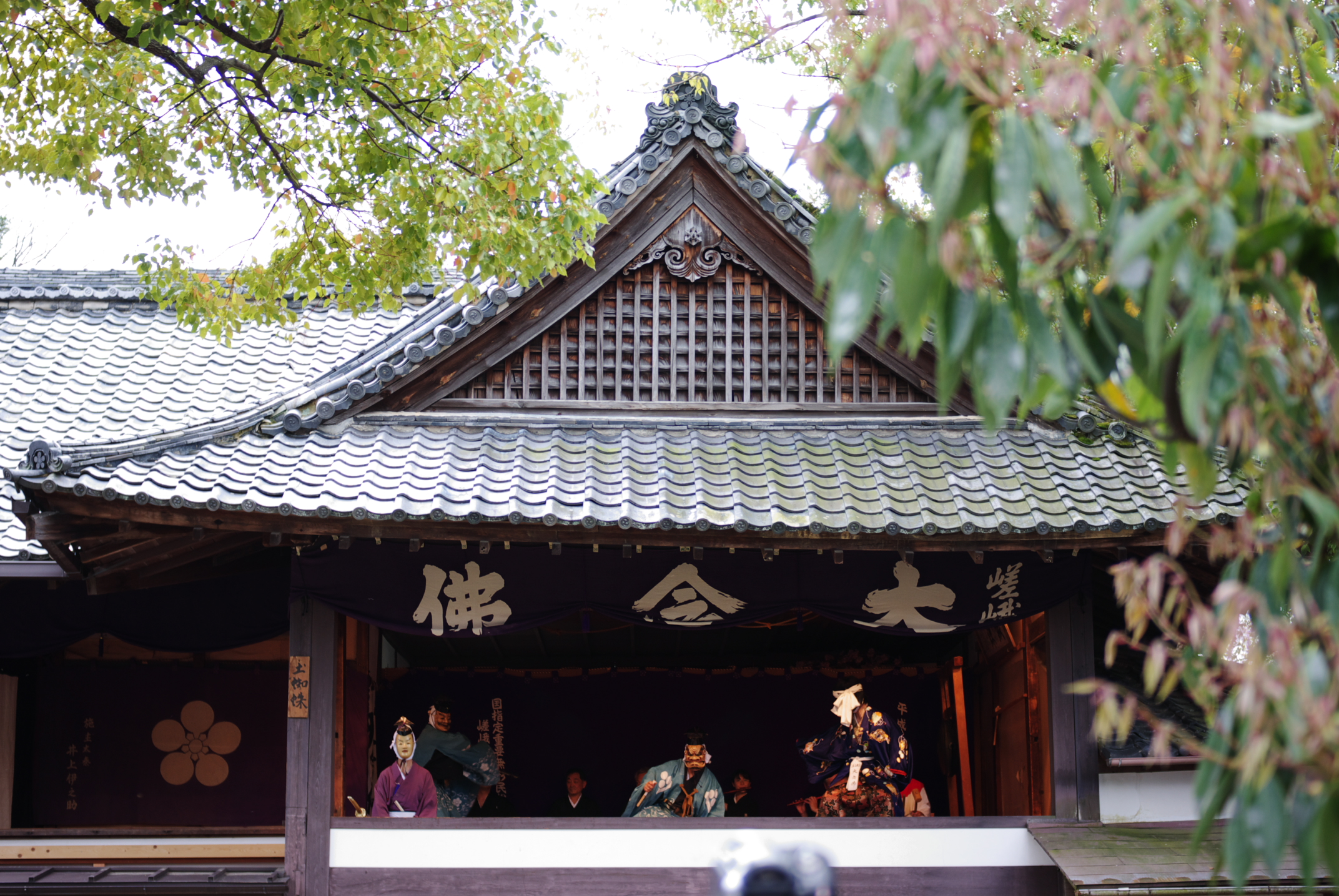
嵯峨大念仏狂言 演目「土蜘蛛」（狂言堂 2010年4月）

- 嵯峨大念仏（大念仏狂言） - 春と秋に狂言堂で定期公演が行われる。重要無形民俗文化財。
- 涅槃会とお松明式 - 毎年3月15日に涅槃図を供養した後、火祭りが行われる。三本の大松明を早稲、中稲、晩稲に見立て、その燃え方でその年の豊凶を占う。近世、愛宕の山中にて修験者によって行われていた愛宕への献火が変化したもの[17]。当日は境内に多くの露店が出て賑わう。

## 歴代住職（近年のみ）
- 26世塚本善隆
- 27世鵜飼光順
- 28世鵜飼光昌

## 前後の札所
京都十三仏霊場
1 智積院　-　2 清凉寺　-　3 戒光寺（泉涌寺塔頭）
通称寺の会（嵯峨釈迦堂）

## 所在地・アクセス
- （所在地）京都市右京区嵯峨釈迦堂藤ノ木町46
- （交通）京都市営バス・京都バス「嵯峨釈迦堂前」バス停下車徒歩2分